# Serra de la Solsida
La Serra de la Solsida és una serra situada al municipi de Gandesa a la comarca de la Terra Alta, amb una elevació màxima de 706 metres.